# Leicester Museum & Art Gallery

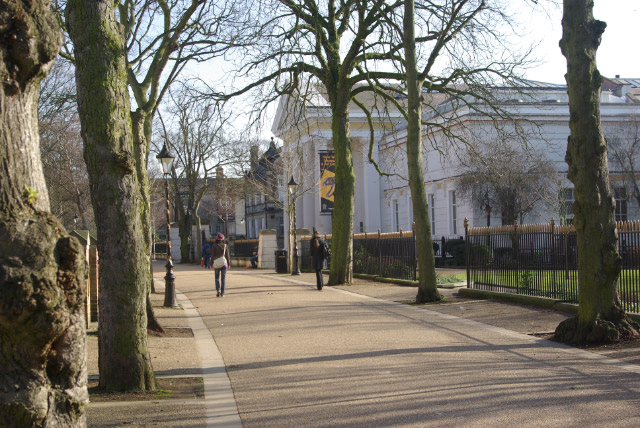
New Walk, Leicester

Das Leicester Museum & Art Gallery, früher bekannt als New Walk Museum and Art Gallery, ist ein bedeutendes Museum in Leicester, England. Es wurde 1849 als eines der ersten öffentlichen Museen Großbritanniens eröffnet und befindet sich am New Walk (angelegt 1785) in der Nähe des Stadtzentrums. Das ursprüngliche Gebäude wurde von Joseph Hansom, dem Erfinder der Droschke (Hansom Cab), entworfen und wurde seitdem mehrmals erweitert, zuletzt 2011. Das Museum bietet Ausstellungen zu Wissenschaft, Geschichte und Kunst. Der Eintritt ist frei.

## Geschichte

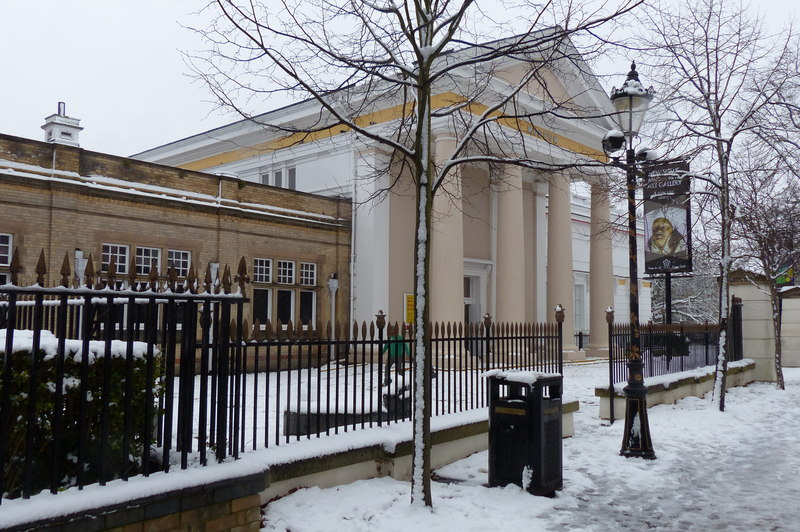
New Walk Museum and Art Gallery (alter Name)

Das Gebäude wurde 1836 von Joseph Hansom, dem Erfinder der Pferdedroschke, entworfen und diente zunächst als Schule. Im Jahr 1848 wurde die Schule von der Leicester Corporation erworben, um sie in ein öffentliches Museum umzuwandeln, eines der ersten von der Stadtverwaltung betriebenen Museen des Landes. Es wurde 1849 eröffnet.
Die Initiative wurde nachdrücklich von der Literarischen und Philosophischen Gesellschaft der Stadt unterstützt, die ihre eigene Sammlung von 10.000 Objekten für das Projekt zur Verfügung stellte. 1873 half die Gesellschaft, das Museum um einen neuen Vortragssaal zu erweitern und das angrenzende Gebäude der Kunstschule einzubeziehen.
1892 wurde ein großer Erweiterungsbau fertiggestellt, der die Lücke zwischen Museum und Kunstschule schloss. Er enthielt neue Kunstgalerien und einen Versammlungsraum, den Ratssaal. Nach der Erweiterung zog die Kunstschule 1897 in die neue Kunst- und Ingenieurschule in Newark um, die heute Teil der De Montfort Universität ist.
Als es 1849 eröffnet wurde, dachte Thomas Cook, dass es „ein lehrreicher Aufenthaltsort für Wissenschaftsliebhaber“ werden würde, und sein Sohn stiftete Exponate von seinen Reisen.
Die ursprüngliche Sammlung des Museums umfasste eine Vielzahl von Kuriositäten, archäologischen Funden, Kunstwerken und Antiquitäten sowie Tausende von geologischen, fossilen, zoologischen, ornithologischen und insektenkundlichen Exponaten.

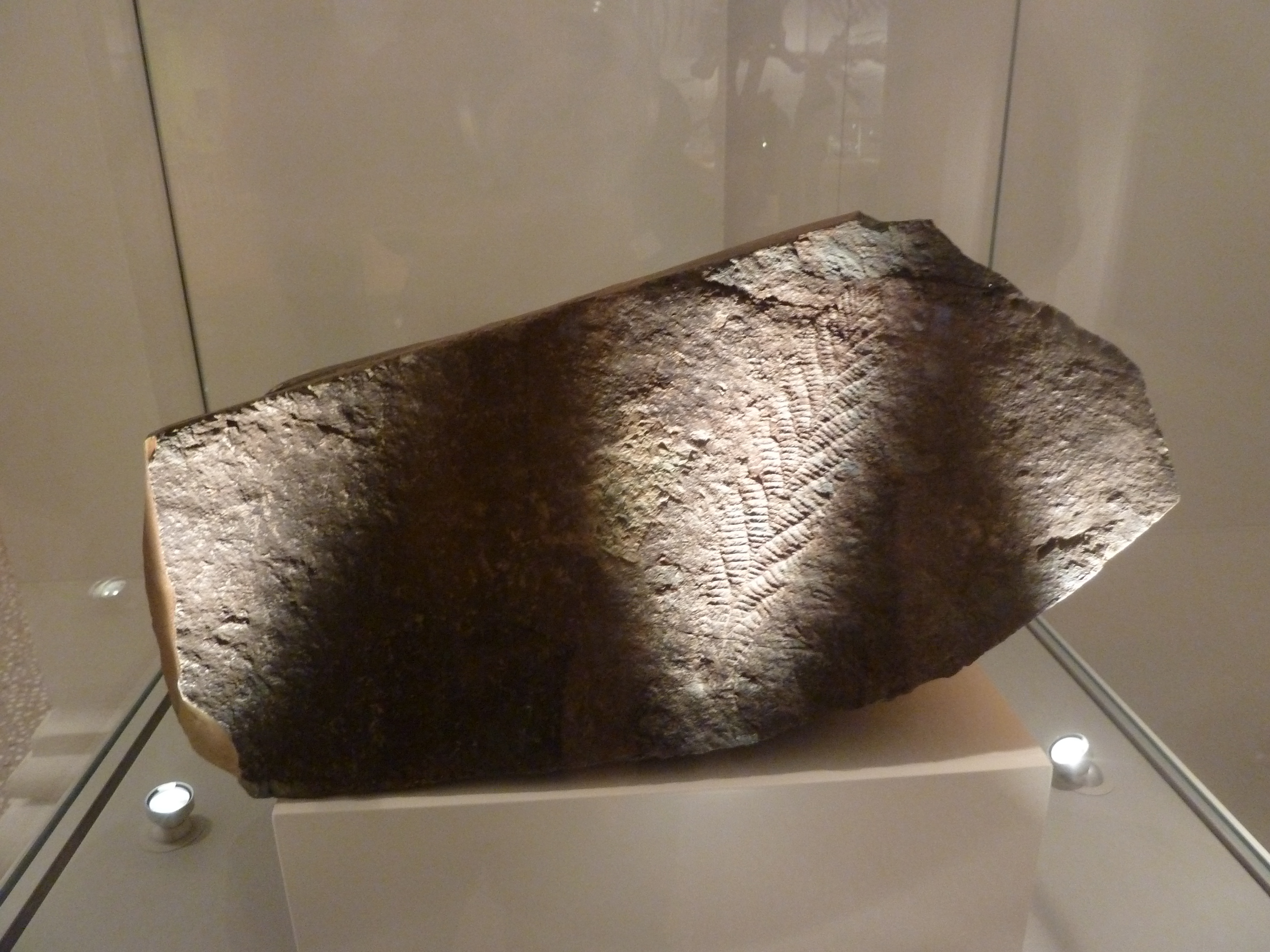
Charnia Masoni Fossil

David Attenborough war in seiner Kindheit ein regelmäßiger Besucher des Leicester Museum & Art Gallery, da er in der Nähe aufwuchs. Er erzählt, wie er die Natur erkundete und dabei auf Fossilien stieß: „Natürlich wollte ich wissen, was das war. Also brachte ich sie hierher ins Museum, das in jeder Gemeinschaft eine wichtige Rolle spielt. Der Einfluss dieses Museums hatte einen großen Einfluss auf meine Karriere.“ Die Dinosaur Gallery wurde 2011 von Sir David Attenborough eröffnet.
Im 20. Jahrhundert wurden die Galerien erneut erweitert und umfassen nun Themen wie Dinosaurier, altägyptische Kultur und Kunst und Naturgeschichte.  Außerdem eine viktorianische Kunstgalerie.
Nach einer längeren Schließung aufgrund der COVID-19-Pandemie wurde das Museum im August 2020 unter dem neuen Namen Leicester Museum & Art Gallery wiedereröffnet. Der neue Name wurde gewählt, um die Rolle des Museums als führende Kultureinrichtung in Leicester zu unterstreichen und die Online-Suche nach dem Museum zu erleichtern.

## Sammlungen

### Ägyptische Sammlung
Eine der bekanntesten Sammlungen des Museums ist die Ägyptische Sammlung, die Artefakte aus dem alten Ägypten umfasst. Dazu gehören Mumien, Sarkophage und andere antike Objekte, die einen Einblick in das Leben und Sterben zur Zeit der Pharaonen geben.
Die ägyptologische Sammlung des Museums umfasst vier Mumien, die zwischen 1859 und 1928 erworben wurden. Diese Dauerausstellung wurde 2018 erweitert, um mehr Einblicke in das Leben und Sterben im Alten Ägypten zu geben. Eine weitere herausragende Neuerwerbung ist die Statue des Paares Sethmose und Isisnofret, die 2020 von der insolventen Thomas Cook Group erworben wurde.

### Dinosaurier-Galerie

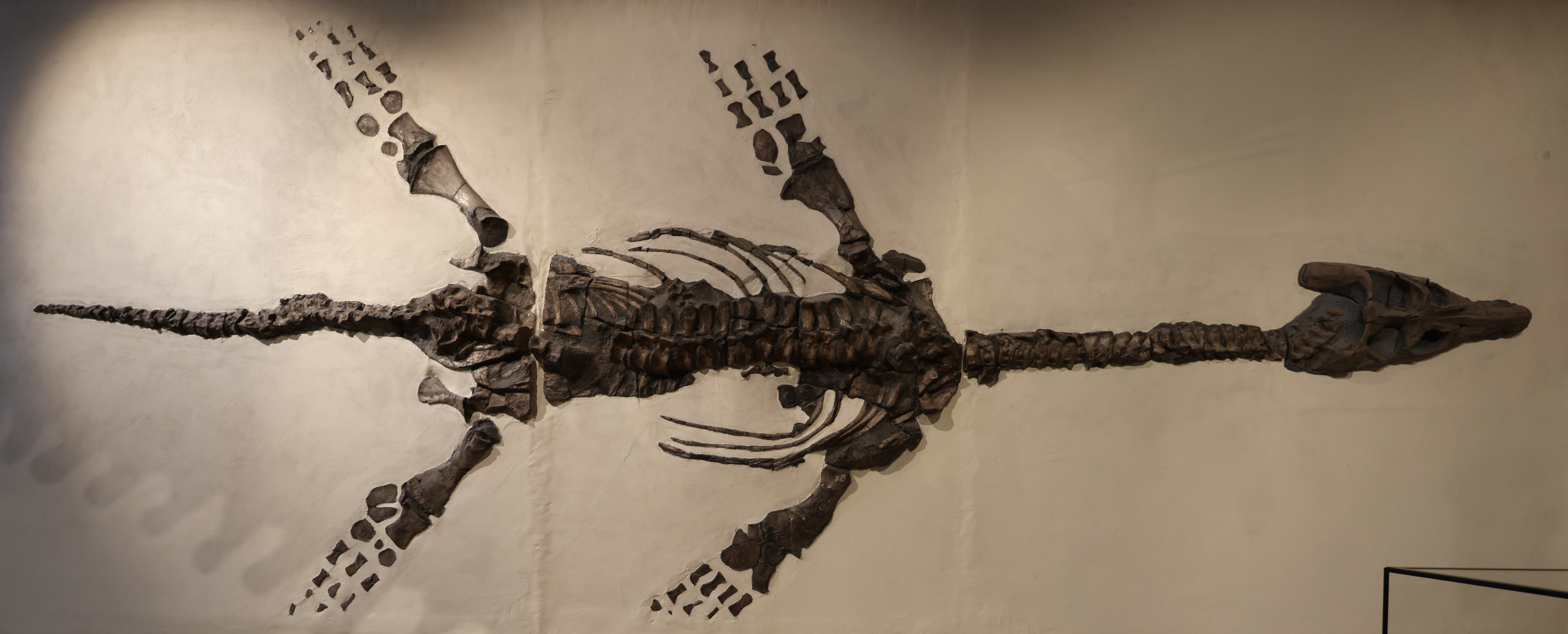
Atychodracon megacephalus. Barrow Kipper

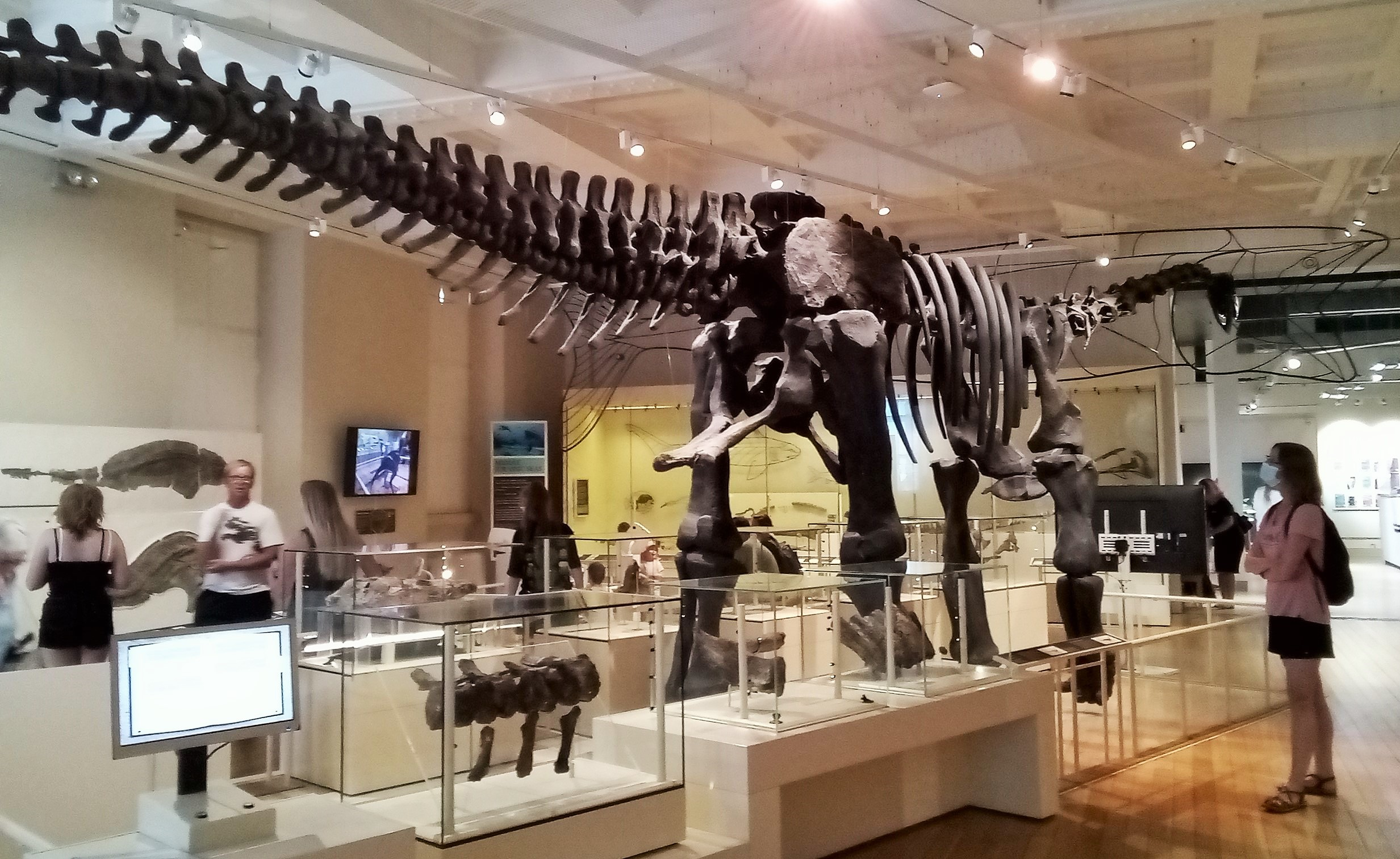
Cetiosaurus

Das Museum beherbergt eine beeindruckende Sammlung von Dinosauriern und Fossilien, darunter zwei bedeutende Dinosaurierskelette: ein Cetiosaurus aus Rutland und ein Plesiosaurier aus Barrow upon Soar. Der Cetiosaurus ist 15 Meter lang und eines der vollständigsten Sauropodenskelette der Welt. Außerdem besitzt das Museum das Charnia-Fossil, das als das erste jemals beschriebene Fossil aus präkambrischem Gestein gilt und für seine wissenschaftliche Bedeutung bekannt ist.

### Naturkundliche Abteilung
Das Museum besitzt auch eine bedeutende naturwissenschaftliche Sammlung mit präparierten Tieren, Fossilien, Mineralien und Gesteinen. Die Ausstellung bietet einen umfassenden Überblick über die natürliche Welt und die Geschichte des Lebens auf der Erde.

### World Arts Collection
Diese Sammlung umfasst Kunst und Kunsthandwerk aus verschiedenen Kulturen rund um den Globus, darunter Masken, Skulpturen und Textilien aus Afrika, Asien und Amerika.

### Gemäldegalerie

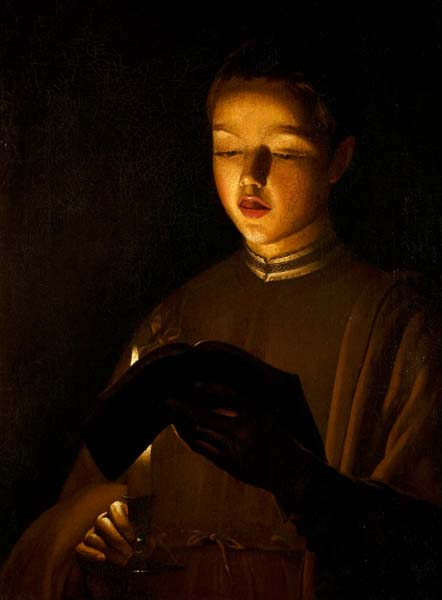
Georges de La Tour: Der junge Sänger

Die Kunstgalerie des Museums zeigt Werke britischer und europäischer Künstler, darunter Gemälde vom 17. bis zum 20. Jahrhundert, sowie eine Sammlung moderner und zeitgenössischer Kunst, die regelmäßig durch Sonderausstellungen ergänzt wird.

### Sonderausstellungen
Das Museum ist bekannt für seine Sonderausstellungen zu Themen wie Wallace und Gromit, die Suche nach den sterblichen Überresten von Richard III, die Schrecken des Krieges und die Kraft des Friedens.
Im Jahr 2007 zeigte das Museum über 100 Keramiken von Picasso, die von Sir Richard Attenborough gestiftet wurden.

### Deutscher Expressionismus

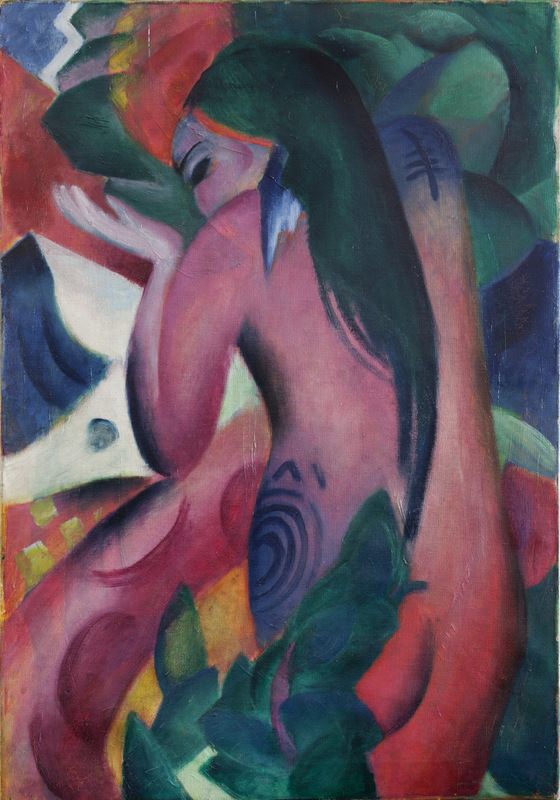
Franz Marc: Rote Frau, 1912

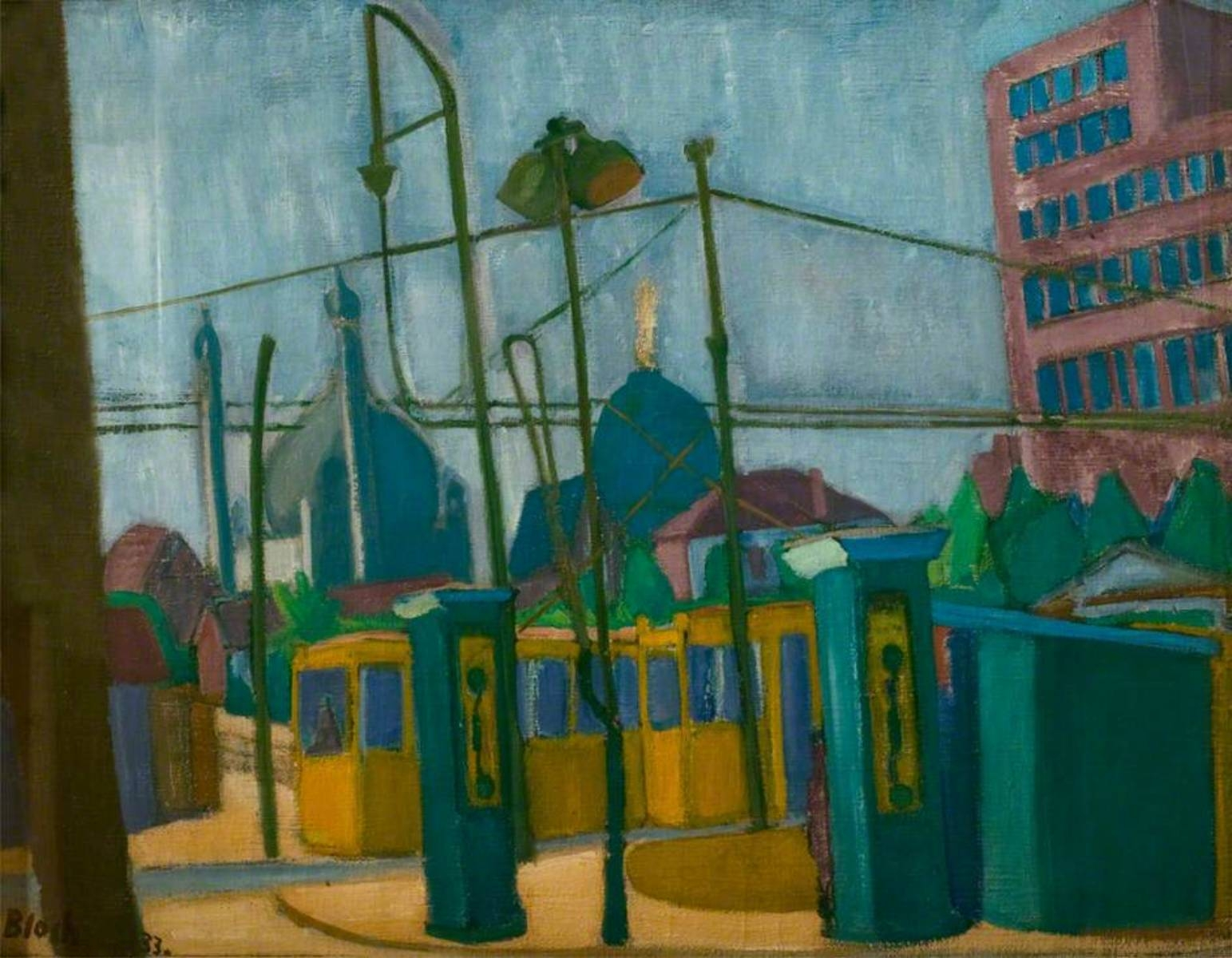
Martin Bloch: Fehrbellinerplatz, Berlin, 1933

Das Museum besitzt die größte Sammlung deutscher expressionistischer Kunst in Großbritannien mit Werken von Max Beckmann, Otto Dix, Erich Heckel, Ernst Ludwig Kirchner, Franz Marc, Otto Mueller, Gabriele Münter, Emil Nolde, Karl Schmidt-Rottluff und anderen bekannten Künstlern der Zeit. Dies ist dem Engagement von Trevor Thomas (1907–1993) zu verdanken. Trevor Thomas, von 1940 bis 1946 Kurator am Leicester Museum and Art Gallery, lernte um 1941 Thekla Hess kennen, die Frau des deutsch-jüdischen Industriellen und Kunstsammlers Alfred Hess.
Er erkannte die Bedeutung ihres Namens und interessierte sich für ihre Kunstsammlung und das, was sie aus Deutschland retten konnte. Weitere Treffen folgten und es entwickelte sich eine Freundschaft zwischen Trevor Thomas, Thekla Hess und ihrem Sohn Hans. Diese Freundschaft führte zu einem Plan für eine Ausstellung mit dem Titel Mid-European Art (Mitteleuropäische Kunst), die vom Freien Deutschen Kulturbund in Großbritannien (FDKB) unterstützt wurde. Der Kulturbund, zu dessen Gründungsmitgliedern Hans Hess 1939 gehörte, vereinte deutsche Anti-Nazis in Großbritannien, um politische und kulturelle Alternativen zu Nazi-Deutschland zu fördern.
Die Ausstellung fand vom 5. bis 27. Februar 1944 im Leicester Museum statt und zeigte über 60 Werke, darunter Ölgemälde wie Franz Marcs Rote Frau und Max Pechsteins Strand am Monte Rosso sowie Werke von Künstlern wie Wassily Kandinsky, Erich Heckel und Lyonel Feininger. Vier Kunstwerke wurden für die Sammlung des Leicester Museums erworben, darunter Marcs Rote Frau und Feiningers Hinter der Kirche. Ein weiteres Werk von Max Pechstein war ein Geschenk von Thekla Hess anlässlich der Ausstellung.
Die Ausstellung war von großer Bedeutung für die Familie Hess, insbesondere für Hans, dessen Leben sich durch die Ausstellung dramatisch veränderte. Kurz vor der Eröffnung der Ausstellung stellte Trevor Thomas Hans Hess als künstlerischen Assistenten im Museum von Leicester ein, was ihm half, dem Militärdienst zu entgehen. Hans Hess arbeitete bis 1947 für das Museum und wurde später Kurator an der York City Art Gallery.
Diese Ausstellung legte den Grundstein für die Sammlung deutscher expressionistischer Kunst in Leicester, die in den folgenden Jahrzehnten wuchs. 